# Houston (Mississipi)
Houston és una població dels Estats Units a l'estat de Mississipi. Segons el cens del 2000 tenia 4.079 habitants.

## Demografia
Segons el cens del 2000, Houston tenia 4.079 habitants, 1.589 habitatges, i 1.088 famílies. La densitat de població era de 207,5 habitants per km².
Dels 1.589 habitatges en un 33,5% hi vivien nens de menys de 18 anys, en un 44,6% hi vivien parelles casades, en un 19,4% dones solteres, i en un 31,5% no eren unitats familiars. En el 29,1% dels habitatges hi vivien persones soles el 15% de les quals corresponia a persones de 65 anys o més que vivien soles. El nombre mitjà de persones vivint en cada habitatge era de 2,49 i el nombre mitjà de persones que vivien en cada família era de 3,06.
Per edats la població es repartia de la següent manera: un 26,6% tenia menys de 18 anys, un 10,3% entre 18 i 24, un 26,9% entre 25 i 44, un 19,5% de 45 a 60 i un 16,8% 65 anys o més.
L'edat mediana era de 35 anys. Per cada 100 dones de 18 o més anys hi havia 83,6 homes.
La renda mediana per habitatge era de 23.709 $ i la renda mediana per família de 31.979 $. Els homes tenien una renda mediana de 27.214 $ mentre que les dones 22.000 $. La renda per capita de la població era de 12.482 $. Entorn del 22,6% de les famílies i el 21,2% de la població estaven per davall del llindar de pobresa.

## Poblacions més properes
El següent diagrama mostra les poblacions més properes.